# Otěž (takeláž)
Otěže jsou lana na plachetnici sloužící k napínání a držení spodních cípů příčných a podélných plachet. Patří do pohyblivého lanoví. U příčné plachty vedou otěže od spodního cípu plachty ke konci ráhna pod touto plachtou, odtud ke středu ráhna a odtud na palubu, kde jsou uvázány. U dolní příčné plachty vedou dozadu k bokům lodi. Otěže podélných plachet vedou do stran k bokům lodi a nebo k jezdci otěží uprostřed.
Nazývají se podle plachty, kterou napínají. Při skasávání plachet se musí povolit, při jejich rozbalování se naopak musí přitahovat.